# Gary Weeks
Gary Weeks (Wiesbaden, 4 giugno 1972) è un attore, sceneggiatore e produttore cinematografico statunitense.

## Biografia
Gary Weeks è nato il 4 giugno a Wiesbaden, in Germania, in una base aerea degli Stati Uniti. È cresciuto in Georgia ed ha frequentato la Lakeside High School in Alabama, l'Università della Georgia e la Georgia State University.
È conosciuto soprattutto per i ruoli di Luke Maybank nella serie Netflix Outer Banks, Campbell in Burn Notice - Duro a morire e Nick Newport Jr. in Parks and Recreation.
Inoltre, ha recitato in film come, Spider Man: Homecoming, Spider-Man: No Way Home, Instant Family e A un metro da te.
Weeks ha anche scritto e prodotto film come Deadland e Meth Head.

## Filmografia

### Film
- Major League - La grande sfida (Major League: Back to the Minors), regia di John Warren (1998)
- Faccia a faccia (Disney's The Kid), regia di Jon Turteltaub (2000)
- The Drone Virus, regia di Damon O'Steen (2004)
- 29 Reasons to Run, regia di Damon O'Steen (2006)
- Deadland, regia di Damon O'Steen (2009)
- Sola contro tutti (Nowhere to Hide), regia di John Murlowski (2009)
- A Line in the Sand, regia di Rob Botts (2009)
- Elena Undone, regia di Nicole Conn (2010)
- A Perfect Ending, regia di Nicole Conn (2012)
- The Spectacular Now, regia di James Ponsoldt (2013)
- Io sono tu (Identity Thief), regia di Seth Gordon (2013)
- Devil's Knot - Fino a prova contraria (Devil's Knot), regia di Atom Egoyan (2013)
- Anchorman 2 - Fotti la notizia (Anchorman 2: The Legend Continues), regia di Adam McKay (2013)
- Poliziotto in prova (Ride Along), regia di Tim Story (2014)
- Project Almanac - Benvenuti a ieri (Project Almanac), regia di Dean Israelite (2015)
- For the Love of Ruth, regia di Christine Swanson (2015)
- Jurassic World, regia di Colin Trevorrow (2015)
- Self/less, regia di Tarsem Singh (2015)
- The Divergent Series: Allegiant, regia di Robert Schwentke (2016)
- The Nice Guys, regia di Shane Black (2016)
- Sully, regia di Clint Eastwood (2016)
- Il diritto di contare (Hidden Figures), regia di Theodore Melfi (2016)
- Annabelle Hooper and the Ghosts of Nantucket, regia di Paul Serafini (2016)
- Fast & Furious 8 (The Fate of the Furious), regia di F. Gary Gray (2017)
- All Eyez on Me, regia di Benny Boom (2017)
- Spider-Man: Homecoming, regia di Jon Watts (2017)
- Ore 15:17 - Attacco al treno (The 15:17 to Paris), regia di Clint Eastwood (2018)
- Rampage - Furia animale (Rampage), regia di Brad Peyton (2018)
- La morte in un sorso (Bottle Girl), regia di Joe Menendez (2018)
- Instant Family, regia di Sean Anders (2018)
- A un metro da te (Five Feet Apart), regia di Justin Baldoni (2019)
- Greenland, regia di Ric Roman Waugh (2020)
- Peccati ad alta quota (Secrets in the Air), regia di Sam Irvin (2020)
- La guerra di domani (The Tomorrow War), regia di Chris McKay (2021)
- Spider-Man: No Way Home, regia di Jon Watts (2021)
- The Mulligan, regia di Michael O. Sajbel (2022)
- Die Hart, regia di Eric Appel (2023)
- Southern Gospel, regia di Jeffrey A. Smith (2023)
- Fly Me to the Moon - Le due facce della Luna (Fly Me fo the Moon), regia di Greg Berlanti (2024)

### Televisione
- Courage - serie TV, 2 episodi (2000)
- The Chronicle – serie TV, episodio 1x04 (2001)
- Invisible Man (The Invisible Man) – serie TV, 2 episodi (2001)
- Star Trek: Enterprise – serie TV, 12 episodi (2001–2002)
- Red Skies, regia di Larry Carroll e Robert Lieberman - film TV (2002)
- Tremors – La serie (Tremors) – serie TV, episodio 1x04 (2003)
- Hunter – serie TV, episodio 1x05 (2003)
- Codice Matrix (Threat Matrix) – serie TV, episodio 1x04 (2003)
- Black Sash – serie TV, episodi 1x00-1x01(2003)
- Passions – serie TV, 6 episodi (2003–2005)
- Tiger Cruise - Missione crociera (Tiger Cruise), regia di Duwayne Dunham – film TV (2004)
- The Perfect Husband: Il marito perfetto (The Perfect Husband), regia di Roger Young - film TV (2004)
- Tiger Cruise - Missione crociera (Tiger Cruise), regia di Duwayne Dunham - film TV (2004)
- The O.C. – serie TV, episodio 3x01 (2005)
- Summerland – serie TV, episodio 2x12 (2005)
- 24 – serie TV, episodio 4x14 (2005)
- Veronica Mars – serie TV, episodio 2x15 (2006)
- CSI: Miami – serie TV, episodio 4x20 (2006)
- After Midnight: Life Behind Bars, regia di Brian Hanson - film TV (2006)
- Wicked Wicked Games - serie TV, 7 episodi (2006-2007)
- Chuck – serie TV, episodio 1x10 (2007)
- The Office – serie TV, episodio 4x13 (2008)
- Shark – Giustizia a tutti i costi (Shark) – serie TV, episodio 2x13 (2008)
- Burn Notice – Duro a morire (Burn Notice) – serie TV, 4 episodi (2008–2012)
- Detective Monk (Monk) – serie TV, episodio 8x01 (2009)
- Parks and Recreation – serie TV, episodio 2x15 (2010)
- La valle dei pini (All My Children) – serial TV, 2 puntate (2010)
- NCIS: Los Angeles – serie TV, episodio 2x02 (2010)
- Prossima fermata: Omicidio (Next Stop Murder), regia di John Murlowski - film TV (2010)
- Red Shift - serie TV, 1x01 (2011)
- Big Love – serie TV, episodio 5x09 (2011)
- The Event – serie TV, episodio 1x14 (2011)
- Il tempo della nostra vita (Days of Our Lives) – serial TV, 2 puntate (2011)
- Zombie Apocalypse, regia di Nick Lyon - film TV (2011)
- Blackout – miniserie TV, episodi 1-2 (2012)
- Drop Dead Diva – serie TV, episodio 4x06 (2012)
- Army Wives – Conflitti del cuore (Army Wives) – serie TV, episodio 6x21 (2012)
- The Walking Dead – serie TV, episodio 3x03 (2012)
- Nashville – serie TV, episodio 1x06 (2012)
- Fetching - serie TV, episodio 1x01 (2012)
- Cassandra French's Finishing School for Boys - serie TV, episodio 1x01 (2012)
- Revolution – serie TV, episodio 1x15 (2013)
- Under the Dome – serie TV, episodio 1x05 (2013)
- Company Town, regia di Taylor Hackford - film TV (2013)
- Resurrection – serie TV, episodi 1x06-1x07-1x08 (2014)
- Reckless – serie TV, episodio 1x04 (2014)
- Satisfaction – serie TV, episodio 1x04 (2014)
- Il caso Sam (The Assault), regia di Jason Winn - film TV (2014)
- Hindsight – serie TV, episodio 1x02 (2015)
- Finding Carter – serie TV, episodi 2x01-2x02 (2015)
- Devious Maids – Panni sporchi a Beverly Hills (Devious Maids) – serie TV, episodio 3x13 (2015)
- Complications - serie TV, episodio 1x01 (2015)
- South of Hell - serie TV, episodio 1x05 (2015)
- Halt and Catch Fire – serie TV, episodio 3x02 (2016)
- Greenleaf – serie TV, 4 episodi (2016)
- Saints & Sinners - serie TV, episodio 1x07 (2016)
- Killing Reagan, regia di Rod Lurie - film TV (2016)
- MacGyver – serie TV, episodio 1x14 (2017)
- The Haves and the Have Nots - serie TV, 4 episodi (2017)
- The Inspectors - serie TV, episodio 3x15 (2018)
- Hap and Leonard – serie TV, episodio 3x06 (2018)
- Cloak & Dagger – serie TV, episodi 1x02-1x03-1x04 (2018)
- Little Ghosts - miniserie TV, episodio 1x01 (2018)
- La signora di Purity Falls (Purity Falls), regia di Sam Irvin - film TV (2019)
- L'amore spicca il volo (Love Takes Flight), regia di Steven R. Monroe - film TV (2019)
- Limbo, regia di Pat Dortch - film TV (2020)
- Die Hard - serie TV, episodio 1x10 (2020)
- Il colore delle magnolie (Sweet Magnolias) – serie TV, 5 episodi (2020–2022)
- His Killer Fan, regia di Marguerite Henry - film TV (2021)
- Outer Banks – serie TV, 7 episodi (2020–2024)
- Citadel - serie TV, episodio 1x01 (2023)

## Doppiatori italiani
Nelle versioni in italiano delle opere in cui ha recitato, Gary Weeks è stato doppiato da:
- Raffaele Carpentieri in Io sono tu, A un metro da te
- Guido Sagliocca in The O.C.
- Giulio Pierotti in Burn notice - Duro a morire
- Vittorio Guerrieri in Detective Monk
- Riccardo Niseem Onorato in The Spectacular Now
- Gabriele Trentalance in Poliziotto in prova
- Davide Marzi in Instant family
- Riccardo Scarafoni in Killing Reagan
- Stefano Starna ne La signora di Purity Falls
- Mimmo Strati in Prossima fermata: Omicidio
- Stefano Santerini in Outer Banks